# Люстдорф (Одеса)
Люстдо́рф (з нім. Lustdorf — Веселе село; колишні назви — Ольгіно, Чорномо́рка — селище, історична місцевість та приморський кліматичний курорт в Одесі, колишня німецька колонія.

## Історія

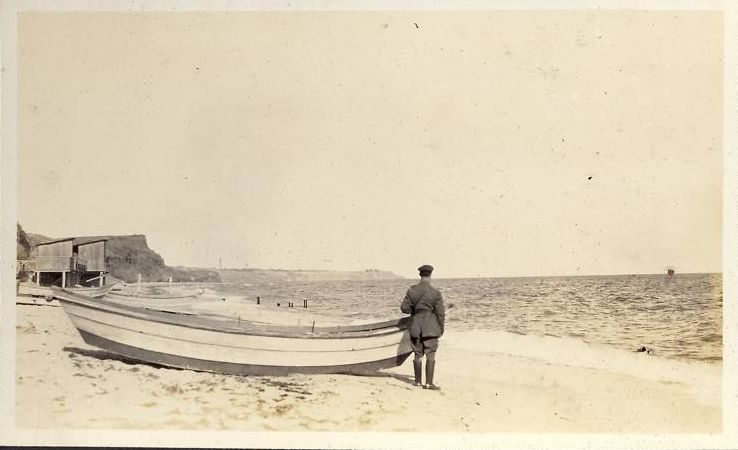
Берег Чорного моря в районі селища Люстдорф (1917)

Селище засноване у 1804 році німецькими колоністами під назвою Кайзерхайм. Станом на 1886 рік у колонії Люстдорф Грос-Лібентальської волості Одеського повіту Херсонської губернії мешкало 717 осіб, налічувалось 46 дворових господарств, існували лютеранська церква, школа, крамниця та винний погріб

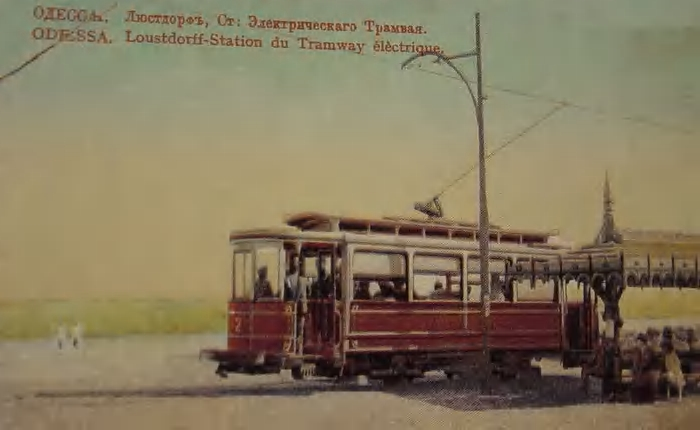
Люстдорф. Станція трамваю на листівці (початок ХХ століття)

У 1907 році селище сполучено із 16-ю станцією Великого Фонтану одноколійною Одеського трамваю лінією.
1 лютого 1945 року селище отримало назву Чорномо́рка. У 1990-х роках селищу відновлена історична назва Люстдорф.

## Сучасний стан
В Люстдорфі розташовані декілька санаторіїв, переважно для дітей, а також будинок відпочинку «Люстдорф».
Тут знаходиться одна з тренувальних баз футбольного клубу «Чорноморець», реконструйований 2006 року стадіон на 500 місць, де проводить свої домашні матчі молодіжний склад «Чорноморця».
Поблизу Люстдорфу розташований котеджне селище Совіньон.

## Галерея

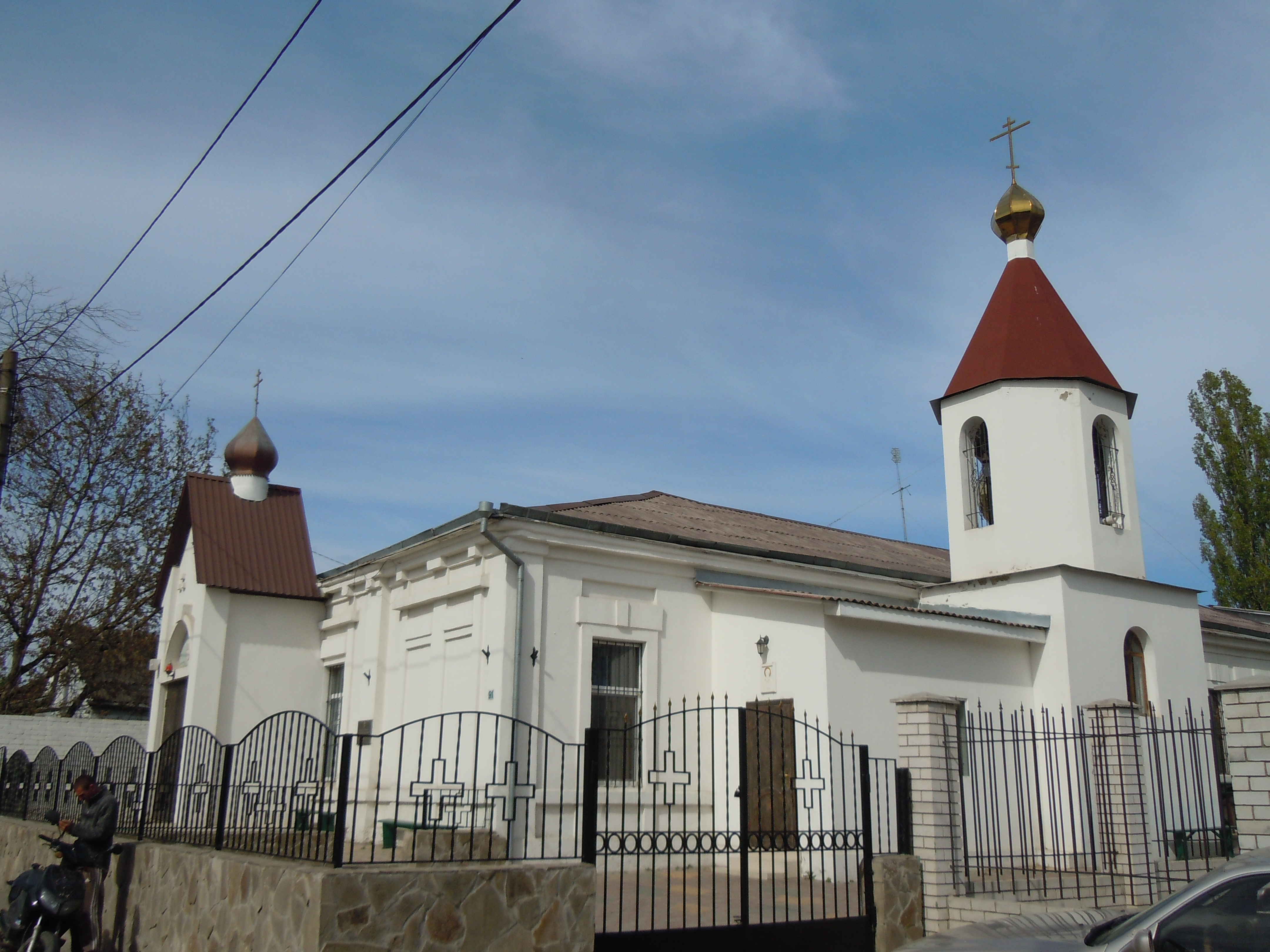
Свято-Стрітенська церква в Люстдорфі
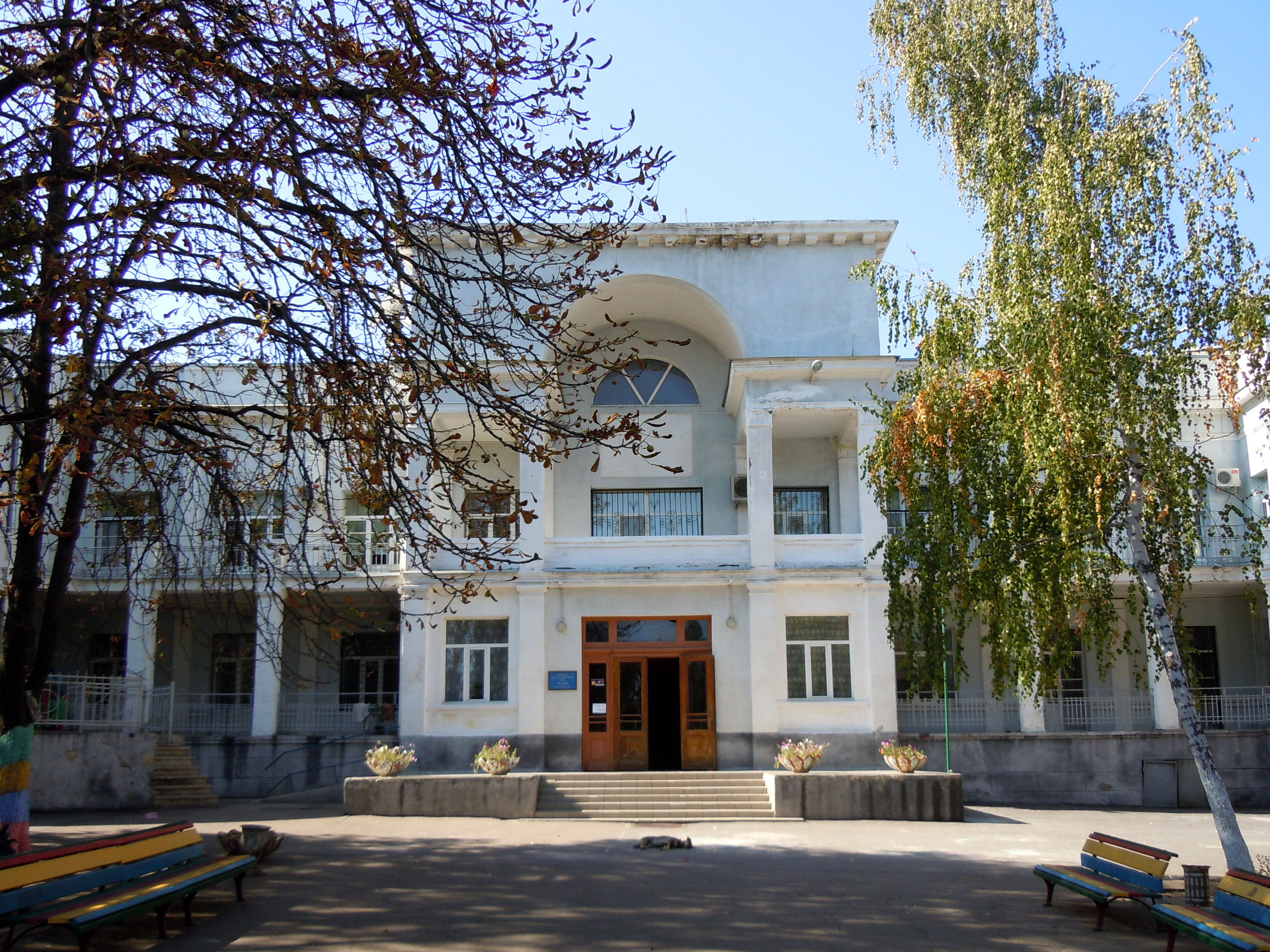
Будівля санаторію «Люстдорф»
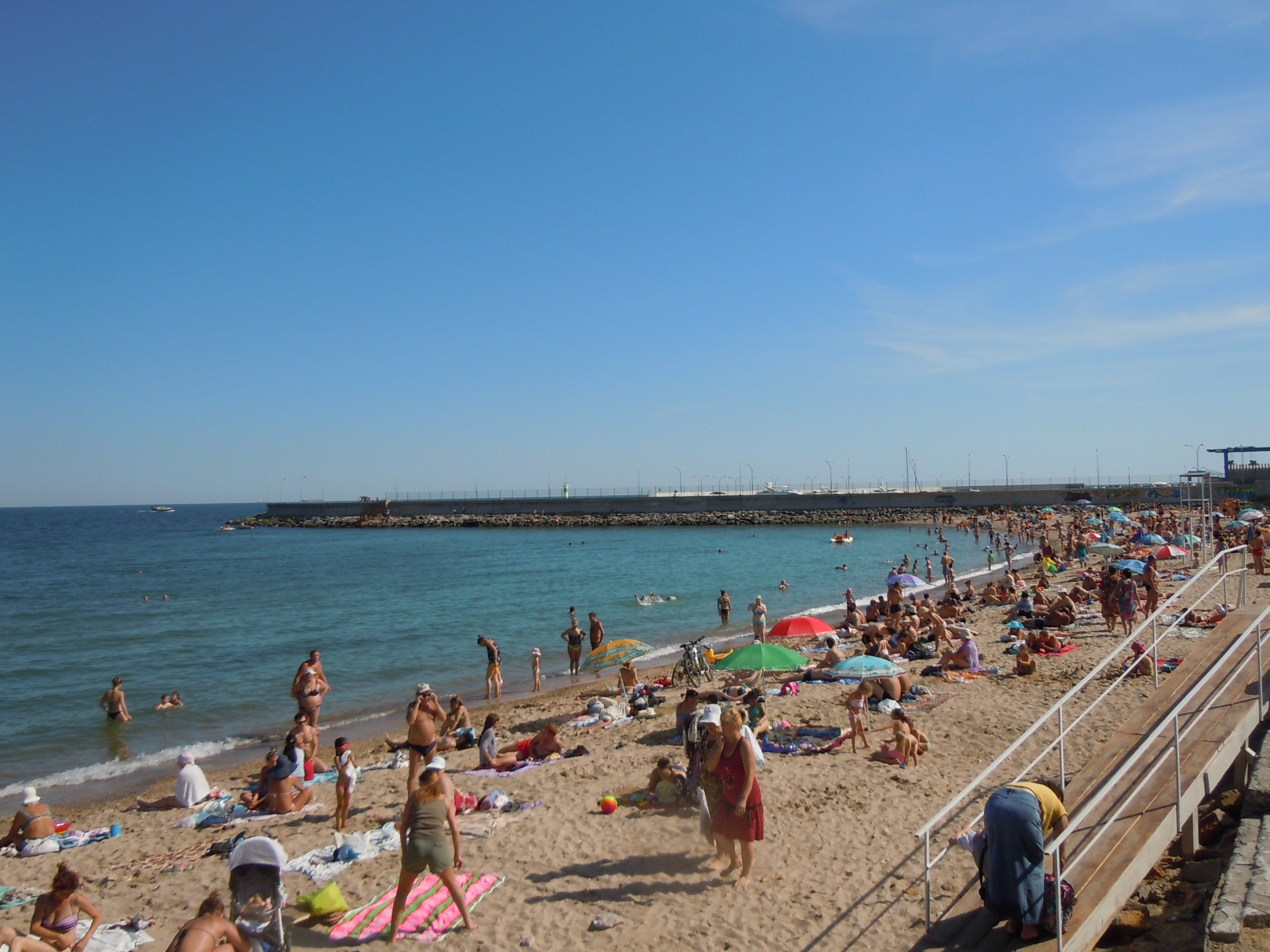
Пляж у Люстдорфі
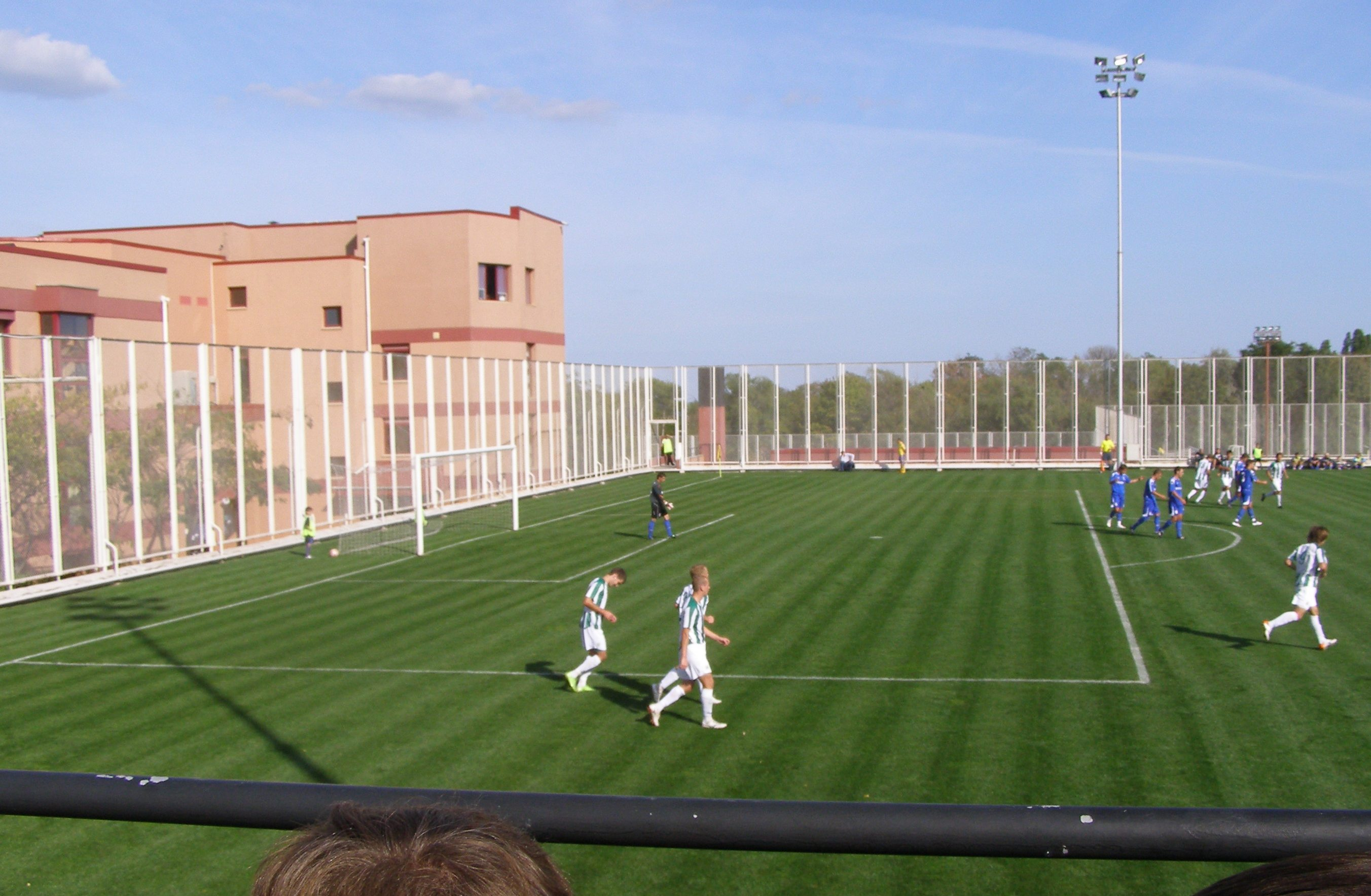
Спортивно-оздоровчий комплекс «Люстдорф»